# Tour d'Andalousie 2016
La 62e édition du Tour d'Andalousie a eu lieu du 17 au 21 février 2016. La course fait partie du calendrier UCI Europe Tour 2016 en catégorie 2.1.
L'épreuve a été remportée par l'Espagnol Alejandro Valverde (Movistar), vainqueur de la cinquième étape, qui s'impose de 26 secondes devant l'Américain Tejay van Garderen (BMC Racing), lauréat de la quatrième étape, et 52 secondes devant le Néerlandais Bauke Mollema (Trek-Segafredo).
Le Britannique Ben Swift (Sky) gagne le classement par points tandis que l'Italien Damiano Caruso (BMC Racing) s'adjuge celui de la montagne. Le Belge Jérôme Baugnies (Wanty-Groupe Gobert) remporte quant à lui le classement des Metas Volantes et Alejandro Valverde celui du combiné. Luis Ángel Maté (Cofidis) termine meilleur coureur Andalou et Alejandro Valverde meilleur Espagnol. Pour finir la formation américaine BMC Racing gagne le classement de la meilleure équipe.

## Présentation

### Parcours
La course comprend cinq étapes, dont la difficulté augmente au fil de la course. Les trois premières étapes sont des étapes en ligne. La première est relativement plate et susceptible de se terminer par un sprint massif. La deuxième se termine par l'ascension d'une côte de troisième catégorie et une descente difficile à Cordoue. La troisième inclut un col au cours de l'étape, mais se termine par un parcours plat jusqu'à El Padul. Les deux dernières étapes sont quant à elles susceptibles d'être décisives pour le classement général. La quatrième étape est un contre-la-montre individuel de 21 km, le chronomètre le plus long de la saison jusqu'à présent, avec une première partie très technique et une montée pour finir. La dernière étape se termine par l'ascension de l'Alto de Peñas Blancas, une montée longue de 14 km avec une pente moyenne de 8 %,.

### Équipes
Classé en catégorie 2.1 de l'UCI Europe Tour, le Tour d'Andalousie est par conséquent ouvert aux WorldTeams dans la limite de 50 % des équipes participantes, aux équipes continentales professionnelles, aux équipes continentales et aux équipes nationales.
Vingt-quatre équipes participent à ce Tour d'Andalousie - dix WorldTeams, dix équipes continentales professionnelles et quatre équipes continentales :
| UCI WorldTeams  | UCI WorldTeams | UCI WorldTeams |
| Nom de l'équipe | Pays           | Code           |
| --------------- | -------------- | -------------- |
| BMC Racing      | États-Unis     | BMC            |
| Dimension Data  | Afrique du Sud | DDD            |
| Giant-Alpecin   | Allemagne      | TGA            |
| IAM             | Suisse         | IAM            |
| Lotto NL-Jumbo  | Pays-Bas       | TLJ            |
| Lotto-Soudal    | Belgique       | LTS            |
| Movistar        | Espagne        | MOV            |
| Sky             | Royaume-Uni    | SKY            |
| Tinkoff         | Russie         | TNK            |
| Trek-Segafredo  | États-Unis     | TFS            |

| Équipes continentales professionnelles | Équipes continentales professionnelles | Équipes continentales professionnelles |
| Nom de l'équipe                        | Pays                                   | Code                                   |
| -------------------------------------- | -------------------------------------- | -------------------------------------- |
| Caja Rural-Seguros RGA                 | Espagne                                | CJR                                    |
| CCC Sprandi Polkowice                  | Pologne                                | CCC                                    |
| Cofidis                                | France                                 | COF                                    |
| Direct Énergie                         | France                                 | DEN                                    |
| Funvic Soul Cycles-Carrefour           | Brésil                                 | FSC                                    |
| Gazprom-RusVelo                        | Russie                                 | GAZ                                    |
| Roompot-Oranje Peloton                 | Pays-Bas                               | ROP                                    |
| Southeast-Venezuela                    | Italie                                 | STH                                    |
| Topsport Vlaanderen-Baloise            | Belgique                               | TSV                                    |
| Wanty-Groupe Gobert                    | Belgique                               | WGG                                    |

| Équipes continentales         | Équipes continentales | Équipes continentales |
| Nom de l'équipe               | Pays                  | Code                  |
| ----------------------------- | --------------------- | --------------------- |
| Burgos BH                     | Espagne               | BUR                   |
| Euskadi Basque Country-Murias | Espagne               | EUS                   |
| Matrix Powertag               | Japon                 | MTR                   |
| Stradalli-Bike Aid            | Allemagne             | BAI                   |

## Étapes
| Étape     | Date    | Villes étapes                               | type                        | Distance (km) | Vainqueur d'étape  | Leader du classement général |
| --------- | ------- | ------------------------------------------- | --------------------------- | ------------- | ------------------ | ---------------------------- |
| 1re étape | 17 fév. | Almonaster la Real – Séville                | étape vallonnée             | 165,2         | Daniele Bennati    | Daniele Bennati              |
| 2e étape  | 18 fév. | Palomares del Río – Cordoue                 | étape vallonnée             | 186,3         | Nacer Bouhanni     | Nacer Bouhanni               |
| 3e étape  | 19 fév. | Monachil – Padul                            | étape vallonnée             | 157,9         | Oscar Gatto        | Ben Swift                    |
| 4e étape  | 20 fév. | Alhaurin de la Torre – Alhaurin de la Torre | contre-la-montre individuel | 21            | Tejay van Garderen | Tejay van Garderen           |
| 5e étape  | 21 fév. | San Roque – Alto de Peñas Blancas           | étape de montagne           | 171           | Alejandro Valverde | Alejandro Valverde           |

## Déroulement de la course

### 1reétape
| Classement de l'étape | Classement de l'étape | Classement de l'étape | Classement de l'étape       | Classement de l'étape |
|                       | Coureur               | Pays                  | Équipe                      | Temps                 |
| --------------------- | --------------------- | --------------------- | --------------------------- | --------------------- |
| 1er                   | Daniele Bennati       | Italie                | Tinkoff                     | en 3 h 56 min 2 s     |
| 2e                    | Bert Van Lerberghe    | Belgique              | Topsport Vlaanderen-Baloise | m.t                   |
| 3e                    | Juan José Lobato      | Espagne               | Movistar                    | m.t                   |
| 4e                    | Oscar Gatto           | Italie                | Tinkoff                     | m.t                   |
| 5e                    | Gijs Van Hoecke       | Belgique              | Topsport Vlaanderen-Baloise | m.t                   |
| 6e                    | Nacer Bouhanni        | France                | Cofidis                     | m.t                   |
| 7e                    | Reto Hollenstein      | Suisse                | IAM                         | m.t                   |
| 8e                    | Raymond Kreder        | Pays-Bas              | Roompot-Oranje Peloton      | m.t                   |
| 9e                    | Tosh Van der Sande    | Belgique              | Lotto-Soudal                | m.t                   |
| 10e                   | David Tanner          | Australie             | IAM                         | m.t                   |
| modifier              |                       |                       |                             |                       |

| Classement général | Classement général | Classement général | Classement général          | Classement général |
|                    | Coureur            | Pays               | Équipe                      | Temps              |
| ------------------ | ------------------ | ------------------ | --------------------------- | ------------------ |
| 1er                | Daniele Bennati    | Italie             | Tinkoff                     | en 3 h 56 min 2 s  |
| 2e                 | Bert Van Lerberghe | Belgique           | Topsport Vlaanderen-Baloise | m.t                |
| 3e                 | Juan José Lobato   | Espagne            | Movistar                    | m.t                |
| 4e                 | Oscar Gatto        | Italie             | Tinkoff                     | m.t                |
| 5e                 | Gijs Van Hoecke    | Belgique           | Topsport Vlaanderen-Baloise | m.t                |
| 6e                 | Nacer Bouhanni     | France             | Cofidis                     | m.t                |
| 7e                 | Reto Hollenstein   | Suisse             | IAM                         | m.t                |
| 8e                 | Raymond Kreder     | Pays-Bas           | Roompot-Oranje Peloton      | m.t                |
| 9e                 | Tosh Van der Sande | Belgique           | Lotto-Soudal                | m.t                |
| 10e                | David Tanner       | Australie          | IAM                         | m.t                |
| modifier           |                    |                    |                             |                    |

### 2eétape
| Classement de l'étape | Classement de l'étape | Classement de l'étape | Classement de l'étape  | Classement de l'étape |
|                       | Coureur               | Pays                  | Équipe                 | Temps                 |
| --------------------- | --------------------- | --------------------- | ---------------------- | --------------------- |
| 1er                   | Nacer Bouhanni        | France                | Cofidis                | en 4 h 39 min 33 s    |
| 2e                    | Fabio Felline         | Italie                | Trek-Segafredo         | m.t                   |
| 3e                    | Ben Swift             | Royaume-Uni           | Sky                    | m.t                   |
| 4e                    | Christophe Laporte    | France                | Cofidis                | m.t                   |
| 5e                    | Raymond Kreder        | Pays-Bas              | Roompot-Oranje Peloton | m.t                   |
| 6e                    | Juan José Lobato      | Espagne               | Movistar               | m.t                   |
| 7e                    | Tosh Van der Sande    | Belgique              | Lotto-Soudal           | m.t                   |
| 8e                    | Kiel Reijnen          | États-Unis            | Trek-Segafredo         | m.t                   |
| 9e                    | Enrico Battaglin      | Italie                | Lotto NL-Jumbo         | m.t                   |
| 10e                   | Matteo Busato         | Italie                | Southeast-Venezuela    | m.t                   |
| modifier              |                       |                       |                        |                       |

| Classement général | Classement général | Classement général | Classement général     | Classement général |
|                    | Coureur            | Pays               | Équipe                 | Temps              |
| ------------------ | ------------------ | ------------------ | ---------------------- | ------------------ |
| 1er                | Nacer Bouhanni     | France             | Cofidis                | en 8 h 35 min 35 s |
| 2e                 | Juan José Lobato   | Espagne            | Movistar               | m.t                |
| 3e                 | Raymond Kreder     | Pays-Bas           | Roompot-Oranje Peloton | m.t                |
| 4e                 | Ben Swift          | Royaume-Uni        | Sky                    | m.t                |
| 5e                 | Tosh Van der Sande | Belgique           | Lotto-Soudal           | m.t                |
| 6e                 | Reto Hollenstein   | Suisse             | IAM                    | m.t                |
| 7e                 | Kiel Reijnen       | États-Unis         | Trek-Segafredo         | m.t                |
| 8e                 | Daniele Bennati    | Italie             | Tinkoff                | m.t                |
| 9e                 | Enrique Sanz       | Espagne            | Movistar               | m.t                |
| 10e                | Enrico Battaglin   | Italie             | Lotto NL-Jumbo         | m.t                |
| modifier           |                    |                    |                        |                    |

### 3eétape
| Classement de l'étape | Classement de l'étape | Classement de l'étape | Classement de l'étape  | Classement de l'étape |
|                       | Coureur               | Pays                  | Équipe                 | Temps                 |
| --------------------- | --------------------- | --------------------- | ---------------------- | --------------------- |
| 1er                   | Oscar Gatto           | Italie                | Tinkoff                | en 3 h 51 min 17 s    |
| 2e                    | Ben Swift             | Royaume-Uni           | Sky                    | m.t                   |
| 3e                    | Raymond Kreder        | Pays-Bas              | Roompot-Oranje Peloton | m.t                   |
| 4e                    | Tim Wellens           | Belgique              | Lotto-Soudal           | m.t                   |
| 5e                    | Fabio Felline         | Italie                | Trek-Segafredo         | m.t                   |
| 6e                    | Brent Bookwalter      | États-Unis            | BMC Racing             | m.t                   |
| 7e                    | Simon Geschke         | Allemagne             | Giant-Alpecin          | m.t                   |
| 8e                    | Philippe Gilbert      | Belgique              | BMC Racing             | m.t                   |
| 9e                    | Reto Hollenstein      | Suisse                | IAM                    | m.t                   |
| 10e                   | Matteo Busato         | Italie                | Southeast-Venezuela    | m.t                   |
| modifier              |                       |                       |                        |                       |

| Classement général | Classement général | Classement général | Classement général     | Classement général  |
|                    | Coureur            | Pays               | Équipe                 | Temps               |
| ------------------ | ------------------ | ------------------ | ---------------------- | ------------------- |
| 1er                | Ben Swift          | Royaume-Uni        | Sky                    | en 12 h 26 min 52 s |
| 2e                 | Raymond Kreder     | Pays-Bas           | Roompot-Oranje Peloton | m.t                 |
| 3e                 | Reto Hollenstein   | Suisse             | IAM                    | m.t                 |
| 4e                 | Philippe Gilbert   | Belgique           | BMC Racing             | m.t                 |
| 5e                 | Fabio Felline      | Italie             | Trek-Segafredo         | m.t                 |
| 6e                 | Wout Poels         | Pays-Bas           | Sky                    | m.t                 |
| 7e                 | Simon Geschke      | Allemagne          | Giant-Alpecin          | m.t                 |
| 8e                 | Alejandro Valverde | Espagne            | Movistar               | m.t                 |
| 9e                 | Matteo Busato      | Italie             | Southeast-Venezuela    | m.t                 |
| 10e                | Wilco Kelderman    | Pays-Bas           | Lotto NL-Jumbo         | m.t                 |
| modifier           |                    |                    |                        |                     |

### 4eétape
| Classement de l'étape | Classement de l'étape | Classement de l'étape | Classement de l'étape | Classement de l'étape |
|                       | Coureur               | Pays                  | Équipe                | Temps                 |
| --------------------- | --------------------- | --------------------- | --------------------- | --------------------- |
| 1er                   | Tejay van Garderen    | États-Unis            | BMC Racing            | en 27 min 5 s         |
| 2e                    | Wilco Kelderman       | Pays-Bas              | Lotto NL-Jumbo        | + 2 s                 |
| 3e                    | Jérôme Coppel         | France                | IAM                   | + 7 s                 |
| 4e                    | Brent Bookwalter      | États-Unis            | BMC Racing            | + 15 s                |
| 5e                    | Sylvain Chavanel      | France                | Direct Énergie        | + 17 s                |
| 6e                    | Wout Poels            | Pays-Bas              | Sky                   | + 20 s                |
| 7e                    | Samuel Sánchez        | Espagne               | BMC Racing            | + 21 s                |
| 8e                    | Alejandro Valverde    | Espagne               | Movistar              | + 22 s                |
| 9e                    | Javier Moreno         | Espagne               | Movistar              | + 24 s                |
| 10e                   | Tobias Ludvigsson     | Suède                 | Giant-Alpecin         | + 34 s                |
| modifier              |                       |                       |                       |                       |

| Classement général | Classement général | Classement général | Classement général | Classement général  |
|                    | Coureur            | Pays               | Équipe             | Temps               |
| ------------------ | ------------------ | ------------------ | ------------------ | ------------------- |
| 1er                | Tejay van Garderen | États-Unis         | BMC Racing         | en 12 h 53 min 57 s |
| 2e                 | Wilco Kelderman    | Pays-Bas           | Lotto NL-Jumbo     | + 2 s               |
| 3e                 | Jérôme Coppel      | France             | IAM                | + 7 s               |
| 4e                 | Brent Bookwalter   | États-Unis         | BMC Racing         | + 15 s              |
| 5e                 | Sylvain Chavanel   | France             | Direct Énergie     | + 17 s              |
| 6e                 | Wout Poels         | Pays-Bas           | Sky                | + 20 s              |
| 7e                 | Samuel Sánchez     | Espagne            | BMC Racing         | + 21 s              |
| 8e                 | Alejandro Valverde | Espagne            | Movistar           | + 22 s              |
| 9e                 | Javier Moreno      | Espagne            | Movistar           | + 24 s              |
| 10e                | Tobias Ludvigsson  | Suède              | Giant-Alpecin      | + 34 s              |
| modifier           |                    |                    |                    |                     |

### 5eétape
| Classement de l'étape | Classement de l'étape | Classement de l'étape | Classement de l'étape | Classement de l'étape |
|                       | Coureur               | Pays                  | Équipe                | Temps                 |
| --------------------- | --------------------- | --------------------- | --------------------- | --------------------- |
| 1er                   | Alejandro Valverde    | Espagne               | Movistar              | en 4 h 46 min 51 s    |
| 2e                    | Bauke Mollema         | Pays-Bas              | Trek-Segafredo        | + 36 s                |
| 3e                    | Rafał Majka           | Pologne               | Tinkoff               | + 42 s                |
| 4e                    | Tejay van Garderen    | États-Unis            | BMC Racing            | + 48 s                |
| 5e                    | Roman Kreuziger       | Tchéquie              | Tinkoff               | + 1 min 7 s           |
| 6e                    | Daniel Navarro        | Espagne               | Cofidis               | + 1 min 8 s           |
| 7e                    | Wilco Kelderman       | Pays-Bas              | Lotto NL-Jumbo        | + 1 min 16 s          |
| 8e                    | Igor Antón            | Espagne               | Dimension Data        | + 1 min 19 s          |
| 9e                    | Mikel Nieve           | Espagne               | Sky                   | + 1 min 27 s          |
| 10e                   | Luis Ángel Maté       | Espagne               | Cofidis               | + 1 min 30 s          |
| modifier              |                       |                       |                       |                       |

## Classements finals

### Classement général final
| Classement général final | Classement général final | Classement général final | Classement général final | Classement général final |
|                          | Coureur                  | Pays                     | Équipe                   | Temps                    |
| ------------------------ | ------------------------ | ------------------------ | ------------------------ | ------------------------ |
| 1er                      | Alejandro Valverde       | Espagne                  | Movistar                 | en 17 h 41 min 10 s      |
| 2e                       | Tejay van Garderen       | États-Unis               | BMC Racing               | + 26 s                   |
| 3e                       | Bauke Mollema            | Pays-Bas                 | Trek-Segafredo           | + 52 s                   |
| 4e                       | Wilco Kelderman          | Pays-Bas                 | Lotto NL-Jumbo           | + 56 s                   |
| 5e                       | Rafał Majka              | Pologne                  | Tinkoff                  | + 1 min 11 s             |
| 6e                       | Roman Kreuziger          | Tchéquie                 | Tinkoff                  | + 1 min 37 s             |
| 7e                       | Wout Poels               | Pays-Bas                 | Sky                      | + 1 min 42 s             |
| 8e                       | Brent Bookwalter         | États-Unis               | BMC Racing               | + 2 min 3 s              |
| 9e                       | Daniel Navarro           | Espagne                  | Cofidis                  | + 2 min 14 s             |
| 10e                      | Mikel Nieve              | Espagne                  | Sky                      | + 2 min 45 s             |
| modifier                 |                          |                          |                          |                          |

### Classements annexes
| Classement par points | Classement par points | Classement par points | Classement par points | Classement par points |
| --------------------- | --------------------- | --------------------- | --------------------- | --------------------- |
|                       | Coureur               | Pays                  | Équipe                | Point(s)              |
| 1er                   | Ben Swift             | Royaume-Uni           | Sky                   | 41 points             |
| 2e                    | Alejandro Valverde    | Espagne               | Movistar              | 39 pts                |
| 3e                    | Tejay van Garderen    | États-Unis            | BMC Racing            | 39 pts                |
| modifier              |                       |                       |                       |                       |

| Classement de la montagne | Classement de la montagne | Classement de la montagne | Classement de la montagne | Classement de la montagne |
| ------------------------- | ------------------------- | ------------------------- | ------------------------- | ------------------------- |
|                           | Coureur                   | Pays                      | Équipe                    | Point(s)                  |
| 1er                       | Damiano Caruso            | Italie                    | BMC Racing                | 22 points                 |
| 2e                        | Tim Wellens               | Belgique                  | Lotto-Soudal              | 18 pts                    |
| 3e                        | Alejandro Valverde        | Espagne                   | Movistar                  | 10 pts                    |
| modifier                  |                           |                           |                           |                           |

| Classement des Metas Volantes | Classement des Metas Volantes | Classement des Metas Volantes | Classement des Metas Volantes | Classement des Metas Volantes |
| ----------------------------- | ----------------------------- | ----------------------------- | ----------------------------- | ----------------------------- |
|                               | Coureur                       | Pays                          | Équipe                        | Point(s)                      |
| 1er                           | Jérôme Baugnies               | Belgique                      | Wanty-Groupe Gobert           | 6 points                      |
| 2e                            | Hugh Carthy                   | Royaume-Uni                   | Caja Rural-Seguros RGA        | 3 pts                         |
| 3e                            | Marcin Mrożek                 | Pologne                       | CCC Sprandi Polkowice         | 2 pts                         |
| modifier                      |                               |                               |                               |                               |

| Classement du combiné | Classement du combiné | Classement du combiné | Classement du combiné | Classement du combiné |
| --------------------- | --------------------- | --------------------- | --------------------- | --------------------- |
|                       | Coureur               | Pays                  | Équipe                | Point(s)              |
| 1er                   | Alejandro Valverde    | Espagne               | Movistar              | 6 points              |
| 2e                    | Bauke Mollema         | Pays-Bas              | Trek-Segafredo        | 17 pts                |
| 3e                    | Tejay van Garderen    | États-Unis            | BMC Racing            | 20 pts                |
| modifier              |                       |                       |                       |                       |

| Classement du meilleur coureur Andalou | Classement du meilleur coureur Andalou | Classement du meilleur coureur Andalou | Classement du meilleur coureur Andalou | Classement du meilleur coureur Andalou |
|                                        | Coureur                                | Pays                                   | Équipe                                 | Temps                                  |
| -------------------------------------- | -------------------------------------- | -------------------------------------- | -------------------------------------- | -------------------------------------- |
| 1er                                    | Luis Ángel Maté                        | Espagne                                | Cofidis                                | en 17 h 43 min 55 s                    |
| 2e                                     | Javier Moreno                          | Espagne                                | Movistar                               | + 7 min 36 s                           |
| 3e                                     | Antonio Piedra                         | Espagne                                | Funvic Soul Cycles-Carrefour           | + 15 min 56 s                          |
| modifier                               |                                        |                                        |                                        |                                        |

| Classement du meilleur coureur Espagnol | Classement du meilleur coureur Espagnol | Classement du meilleur coureur Espagnol | Classement du meilleur coureur Espagnol | Classement du meilleur coureur Espagnol |
|                                         | Coureur                                 | Pays                                    | Équipe                                  | Temps                                   |
| --------------------------------------- | --------------------------------------- | --------------------------------------- | --------------------------------------- | --------------------------------------- |
| 1er                                     | Alejandro Valverde                      | Espagne                                 | Movistar                                | en 17 h 41 min 10 s                     |
| 2e                                      | Daniel Navarro                          | Espagne                                 | Cofidis                                 | + 2 min 14 s                            |
| 3e                                      | Mikel Nieve                             | Espagne                                 | Sky                                     | + 2 min 45 s                            |
| modifier                                |                                         |                                         |                                         |                                         |

| \| Classement par équipes[9] \| Classement par équipes[9] \| Classement par équipes[9] \| Classement par équipes[9] \| \| \| Équipe \| Pays \| Temps \| \| ------------------------- \| ------------------------- \| ------------------------- \| ------------------------- \| \| 1re \| BMC Racing \| États-Unis \| en 53 h 9 min 10 s \| \| 2e \| Sky \| Royaume-Uni \| + 2 min 16 s \| \| 3e \| Trek-Segafredo \| États-Unis \| + 4 min 52 s \| \| modifier \| \| \| \| |                |             |                    |
| Classement par équipes |                |             |                    |
| | Équipe         | Pays        | Temps              |
| 1re | BMC Racing     | États-Unis  | en 53 h 9 min 10 s |
| 2e | Sky            | Royaume-Uni | + 2 min 16 s       |
| 3e | Trek-Segafredo | États-Unis  | + 4 min 52 s       |
| modifier |                |             |                    |

### UCI Europe Tour
Ce Tour d'Andalousie attribue des points pour l'UCI Europe Tour 2016, y compris aux coureurs faisant partie d'une équipe ayant un label WorldTeam. De plus la course donne le même nombre de points individuellement à tous les coureurs pour le Classement mondial UCI 2016.
| Position           | 1er | 2e | 3e | 4e | 5e | 6e | 7e | 8e | 9e | 10e | 11e | 12e | 13e à 15e | 16e à 25e |
| Classement général | 125 | 85 | 70 | 60 | 50 | 40 | 35 | 30 | 25 | 20  | 15  | 10  | 5         | 3         |
| Par étape          | 14  | 5  | 3  |    |    |    |    |    |    |     |     |     |           |           |
| Leader, par étape  | 3   |    |    |    |    |    |    |    |    |     |     |     |           |           |

| Cycliste            | Équipe                      | Général | Étape | Leader | Total |
| ------------------- | --------------------------- | ------- | ----- | ------ | ----- |
| Alejandro Valverde  | Movistar                    | 125     | 14    | -      | 139   |
| Tejay van Garderen  | BMC Racing                  | 85      | 14    | 3      | 102   |
| Bauke Mollema       | Trek-Segafredo              | 70      | 5     | -      | 75    |
| Wilco Kelderman     | Lotto NL-Jumbo              | 60      | 5     | -      | 65    |
| Rafał Majka         | Tinkoff                     | 50      | 3     | -      | 53    |
| Roman Kreuziger     | Tinkoff                     | 40      | -     | -      | 40    |
| Wout Poels          | Sky                         | 35      | -     | -      | 35    |
| Brent Bookwalter    | BMC Racing                  | 30      | -     | -      | 30    |
| Daniel Navarro      | Cofidis                     | 25      | -     | -      | 25    |
| Mikel Nieve         | Sky                         | 20      | -     | -      | 20    |
| Daniele Bennati     | Tinkoff                     | -       | 14    | 3      | 17    |
| Nacer Bouhanni      | Cofidis                     | -       | 14    | 3      | 17    |
| Luis Ángel Maté     | Cofidis                     | 15      | -     | -      | 15    |
| Oscar Gatto         | Tinkoff                     | -       | 14    | -      | 14    |
| Igor Antón          | Dimension Data              | 10      | -     | -      | 10    |
| Fabio Felline       | Trek-Segafredo              | 5       | 5     | -      | 10    |
| Ben Swift           | Sky                         | -       | 3     | 3      | 6     |
| Bart De Clercq      | Lotto-Soudal                | 5       | -     | -      | 5     |
| Reto Hollenstein    | IAM                         | 5       | -     | -      | 5     |
| Darwin Atapuma      | BMC Racing                  | 3       | -     | -      | 3     |
| Sylvain Chavanel    | Direct Énergie              | 3       | -     | -      | 3     |
| Jérôme Coppel       | IAM                         | -       | 3     | -      | 3     |
| Thomas Degand       | Wanty-Groupe Gobert         | 3       | -     | -      | 3     |
| Omar Fraile         | Dimension Data              | 3       | -     | -      | 3     |
| Felix Großschartner | CCC Sprandi Polkowice       | 3       | -     | -      | 3     |
| Raymond Kreder      | Roompot-Oranje Peloton      | -       | 3     | -      | 3     |
| Steven Kruijswijk   | Lotto NL-Jumbo              | 3       | -     | -      | 3     |
| Juan José Lobato    | Movistar                    | -       | 3     | -      | 3     |
| Maxime Monfort      | Lotto-Soudal                | 3       | -     | -      | 3     |
| Daniel Moreno       | Movistar                    | 3       | -     | -      | 3     |
| Gianni Moscon       | Sky                         | 3       | -     | -      | 3     |
| Bert Van Lerberghe  | Topsport Vlaanderen-Baloise | -       | 5     | -      | 5     |
| Louis Vervaeke      | Lotto-Soudal                | 3       | -     | -      | 3     |

## Évolution des classements
| Étape              | Vainqueur          | Classement général | Classement par points | Classement de la montagne | Classement des Metas Volantes | Classement du combiné | Classement par équipes |
| ------------------ | ------------------ | ------------------ | --------------------- | ------------------------- | ----------------------------- | --------------------- | ---------------------- |
| 1                  | Daniele Bennati    | Daniele Bennati    | Daniele Bennati       | Imanol Estévez            | Jérôme Baugnies               | Daniele Bennati       | Cofidis                |
| 2                  | Nacer Bouhanni     | Nacer Bouhanni     | Nacer Bouhanni        | Imanol Estévez            | Jérôme Baugnies               | Nacer Bouhanni        | Cofidis                |
| 3                  | Oscar Gatto        | Ben Swift          | Ben Swift             | Damiano Caruso            | Jérôme Baugnies               | Wout Poels            | Tinkoff                |
| 4                  | Tejay van Garderen | Tejay van Garderen | Ben Swift             | Damiano Caruso            | Jérôme Baugnies               | Wout Poels            | BMC Racing             |
| 5                  | Alejandro Valverde | Alejandro Valverde | Ben Swift             | Damiano Caruso            | Jérôme Baugnies               | Alejandro Valverde    | BMC Racing             |
| Classements finals | Classements finals | Alejandro Valverde | Ben Swift             | Damiano Caruso            | Jérôme Baugnies               | Alejandro Valverde    | BMC Racing             |

## Liste des participants
- Liste de départ complète

| Légende                             | Légende                                                                                                  | Légende                                 | Légende                                                                                         |
| ----------------------------------- | --- | --------------------------------------- | ----------------------------------------------------------------------------------------------- |
| Num                                 | Dossard de départ porté par le coureur sur ce Tour d'Andalousie                                          | Pos                                     | Position finale au classement général                                                           |
| Leader du classement général        | Indique le vainqueur du classement général                                                               | Leader du classement par points         | Indique le vainqueur du classement par points                                                   |
| Leader du classement de la montagne | Indique le vainqueur du classement de la montagne                                                        | Leader du classement des Metas Volantes | Indique le vainqueur du classement des Metas Volantes                                           |
|                                     | Indique un maillot de champion national ou mondial, suivi de sa spécialité                               | #                                       | Indique la meilleure équipe                                                                     |
| NP                                  | Indique un coureur qui n'a pas pris le départ d'une étape, suivi du numéro de l'étape où il s'est retiré | AB                                      | Indique un coureur qui n'a pas terminé une étape, suivi du numéro de l'étape où il s'est retiré |
| HD                                  | Indique un coureur qui a terminé une étape hors des délais, suivi du numéro de l'étape                   |                                         |                                                                                                 |

| Sky SKY                         | Sky SKY                     | Sky SKY |
| ------------------------------- | --------------------------- | ------- |
| Num                             | Coureur                     | Pos     |
| 1                               | Vasil Kiryienka (BLR) (Clm) | 33e     |
| 2                               | Nicolas Roche (IRL)         | 65e     |
| 3                               | Wout Poels (NED)            | 7e      |
| 4                               | Mikel Nieve (ESP)           | 10e     |
| 5                               | Christian Knees (GER)       | AB-4    |
| 6                               | Gianni Moscon (ITA)         | 19e     |
| 7                               | Ben Swift (GBR)             | 54e     |
| Directeur sportif : Dario Cioni |                             |         |

| Tinkoff TNK                          | Tinkoff TNK           | Tinkoff TNK |
| ------------------------------------ | --------------------- | ----------- |
| Num                                  | Coureur               | Pos         |
| 11                                   | Rafał Majka (POL)     | 5e          |
| 12                                   | Roman Kreuziger (CZE) | 6e          |
| 13                                   | Daniele Bennati (ITA) | AB-4        |
| 14                                   | Manuele Boaro (ITA)   | 74e         |
| 15                                   | Oscar Gatto (ITA)     | AB-4        |
| 16                                   | Jay McCarthy (AUS)    | 41e         |
| 17                                   | Nikolay Trusov (RUS)  | AB-4        |
| Directeur sportif : Bruno Cenghialta |                       |             |

| Movistar MOV                          | Movistar MOV                     | Movistar MOV |
| ------------------------------------- | -------------------------------- | ------------ |
| Num                                   | Coureur                          | Pos          |
| 21                                    | Alejandro Valverde (ESP) (Route) | 1er          |
| 22                                    | Imanol Erviti (ESP)              | 64e          |
| 23                                    | Rubén Fernández Andújar (ESP)    | AB-4         |
| 24                                    | Juan José Lobato (ESP)           | AB-4         |
| 25                                    | Javier Moreno (ESP)              | 36e          |
| 26                                    | Daniel Moreno (ESP)              | 22e          |
| 27                                    | Rory Sutherland (AUS)            | 71e          |
| Directeur sportif : José Luis Arrieta |                                  |              |

| Trek-Segafredo TFS                | Trek-Segafredo TFS    | Trek-Segafredo TFS |
| --------------------------------- | --------------------- | ------------------ |
| Num                               | Coureur               | Pos                |
| 31                                | Bauke Mollema (NED)   | 3e                 |
| 32                                | Fabio Felline (ITA)   | 14e                |
| 33                                | Kiel Reijnen (USA)    | AB-4               |
| 34                                | Peter Stetina (USA)   | 48e                |
| 35                                | Markel Irizar (ESP)   | AB-4               |
| 36                                | Riccardo Zoidl (AUT)  | 35e                |
| 37                                | Haimar Zubeldia (ESP) | 26e                |
| Directeur sportif : Adriano Baffi |                       |                    |

| Lotto-Soudal LTS                | Lotto-Soudal LTS                | Lotto-Soudal LTS |
| ------------------------------- | ------------------------------- | ---------------- |
| Num                             | Coureur                         | Pos              |
| 41                              | Bart De Clercq (BEL)            | 13e              |
| 42                              | Tomasz Marczyński (POL) (Route) | 44e              |
| 43                              | Tosh Van der Sande (BEL)        | 45e              |
| 44                              | Maxime Monfort (BEL)            | 18e              |
| 45                              | Jelle Wallays (BEL)             | 42e              |
| 46                              | Louis Vervaeke (BEL)            | 20e              |
| 47                              | Tim Wellens (BEL)               | 52e              |
| Directeur sportif : Mario Aerts |                                 |                  |

| Giant-Alpecin TGA                     | Giant-Alpecin TGA          | Giant-Alpecin TGA |
| ------------------------------------- | -------------------------- | ----------------- |
| Num                                   | Coureur                    | Pos               |
| 51                                    | Simon Geschke (GER)        | 69e               |
| 52                                    | Roy Curvers (NED)          | AB-4              |
| 53                                    | Sam Oomen (NED)            | 31e               |
| 54                                    | Georg Preidler (AUT) (Clm) | 46e               |
| 55                                    | Fredrik Ludvigsson (SWE)   | AB-4              |
| 56                                    | Tobias Ludvigsson (SWE)    | 40e               |
| 57                                    | Koen de Kort (NED)         | NP-2              |
| Directeur sportif : Arthur van Dongen |                            |                   |

| IAM                              | IAM                       | IAM  |
| -------------------------------- | ------------------------- | ---- |
| Num                              | Coureur                   | Pos  |
| 61                               | Jérôme Coppel (FRA) (Clm) | 27e  |
| 62                               | Clément Chevrier (FRA)    | 63e  |
| 63                               | David Tanner (AUS)        | AB-4 |
| 64                               | Martin Elmiger (SUI)      | 39e  |
| 65                               | Mathias Frank (SUI)       | 29e  |
| 66                               | Reto Hollenstein (SUI)    | 15e  |
| 67                               | Oliver Zaugg (SUI)        | AB-4 |
| Directeur sportif : Mario Chiesa |                           |      |

| Lotto NL-Jumbo TLJ              | Lotto NL-Jumbo TLJ          | Lotto NL-Jumbo TLJ |
| ------------------------------- | --------------------------- | ------------------ |
| Num                             | Coureur                     | Pos                |
| 71                              | Wilco Kelderman (NED) (Clm) | 4e                 |
| 72                              | Enrico Battaglin (ITA)      | 66e                |
| 73                              | Steven Kruijswijk (NED)     | 23e                |
| 74                              | Martijn Keizer (NED)        | AB-4               |
| 75                              | Bert-Jan Lindeman (NED)     | 80e                |
| 76                              | Paul Martens (NED)          | AB-4               |
| 77                              | Maarten Tjallingii (NED)    | 79e                |
| Directeur sportif : Addy Engels |                             |                    |

| BMC Racing # BMC                 | BMC Racing # BMC         | BMC Racing # BMC |
| -------------------------------- | ------------------------ | ---------------- |
| Num                              | Coureur                  | Pos              |
| 81                               | Tejay van Garderen (USA) | 2e               |
| 82                               | Philippe Gilbert (BEL)   | 60e              |
| 83                               | Samuel Sánchez (ESP)     | 38e              |
| 84                               | Ben Hermans (BEL)        | 50e              |
| 85                               | Damiano Caruso (ITA)     | 78e              |
| 86                               | Brent Bookwalter (USA)   | 8e               |
| 87                               | Darwin Atapuma (COL)     | 24e              |
| Directeur sportif : Valerio Piva |                          |                  |

| Dimension Data DDD                 | Dimension Data DDD        | Dimension Data DDD |
| ---------------------------------- | ------------------------- | ------------------ |
| Num                                | Coureur                   | Pos                |
| 91                                 | Igor Antón (ESP)          | 12e                |
| 92                                 | Mekseb Debesay (ERI)      | NP-4               |
| 93                                 | Cameron Meyer (AUS)       | AB-4               |
| 94                                 | Omar Fraile (ESP)         | 21e                |
| 95                                 | Jay Robert Thomson (RSA)  | AB-4               |
| 96                                 | Kristian Sbaragli (ITA)   | AB-4               |
| 97                                 | Kanstantsin Siutsou (BLR) | AB-4               |
| Directeur sportif : Alex Sans Vega |                           |                    |

| Caja Rural-Seguros RGA CJR             | Caja Rural-Seguros RGA CJR | Caja Rural-Seguros RGA CJR |
| -------------------------------------- | -------------------------- | -------------------------- |
| Num                                    | Coureur                    | Pos                        |
| 101                                    | David Arroyo (ESP)         | NP-4                       |
| 102                                    | Sergio Pardilla (ESP)      | 61e                        |
| 103                                    | Carlos Barbero (ESP)       | AB-4                       |
| 104                                    | Hugh Carthy (GBR)          | 49e                        |
| 105                                    | Jaime Rosón (ESP)          | 47e                        |
| 106                                    | Fabricio Ferrari (URU)     | 43e                        |
| 107                                    | Javier Aramendia (ESP)     | AB-4                       |
| Directeur sportif : Eugenio Goikoetxea |                            |                            |

| Direct Énergie DEN                  | Direct Énergie DEN     | Direct Énergie DEN |
| ----------------------------------- | ---------------------- | ------------------ |
| Num                                 | Coureur                | Pos                |
| 111                                 | Sylvain Chavanel (FRA) | 17e                |
| 112                                 | Bryan Coquard (FRA)    | NP-1               |
| 113                                 | Fabien Grellier (FRA)  | AB-4               |
| 114                                 | Julien Morice (FRA)    | AB-4               |
| 115                                 | Adrien Petit (FRA)     | AB-4               |
| 116                                 | Alexandre Pichot (FRA) | AB-4               |
| 117                                 | Perrig Quéméneur (FRA) | 51e                |
| Directeur sportif : Lylian Lebreton |                        |                    |

| Cofidis COF                     | Cofidis COF              | Cofidis COF |
| ------------------------------- | ------------------------ | ----------- |
| Num                             | Coureur                  | Pos         |
| 121                             | Daniel Navarro (ESP)     | 9e          |
| 122                             | Luis Ángel Maté (ESP)    | 11e         |
| 123                             | Nacer Bouhanni (FRA)     | AB-4        |
| 124                             | Borut Božič (SLO)        | NP-4        |
| 125                             | Christophe Laporte (FRA) | AB-4        |
| 126                             | Cyril Lemoine (FRA)      | AB-4        |
| 127                             | Geoffrey Soupe (FRA)     | AB-4        |
| Directeur sportif : Didier Rous |                          |             |

| CCC Sprandi Polkowice CCC            | CCC Sprandi Polkowice CCC | CCC Sprandi Polkowice CCC |
| ------------------------------------ | ------------------------- | ------------------------- |
| Num                                  | Coureur                   | Pos                       |
| 131                                  | Víctor de la Parte (ESP)  | NP-2                      |
| 132                                  | Leszek Pluciński (POL)    | 77e                       |
| 133                                  | Łukasz Owsian (POL)       | 28e                       |
| 134                                  | Jan Hirt (CZE)            | 73e                       |
| 135                                  | Marcin Mrożek (POL)       | 62e                       |
| 136                                  | Felix Großschartner (AUT) | 25e                       |
| 137                                  | Sylwester Szmyd (POL)     | 37e                       |
| Directeur sportif : Robert Krajewski |                           |                           |

| Roompot-Oranje Peloton ROP        | Roompot-Oranje Peloton ROP | Roompot-Oranje Peloton ROP |
| --------------------------------- | -------------------------- | -------------------------- |
| Num                               | Coureur                    | Pos                        |
| 141                               | Marc de Maar (NED)         | NP-3                       |
| 142                               | Huub Duyn (NED)            | 34e                        |
| 143                               | Reinier Honig (NED)        | AB-4                       |
| 144                               | Nick van der Lijke (NED)   | 55e                        |
| 145                               | Raymond Kreder (NED)       | AB-4                       |
| 146                               | Maurits Lammertink (NED)   | 70e                        |
| 147                               | Antwan Tolhoek (NED)       | AB-4                       |
| Directeur sportif : Erik Breukink |                            |                            |

| Wanty-Groupe Gobert WGG                      | Wanty-Groupe Gobert WGG  | Wanty-Groupe Gobert WGG |
| -------------------------------------------- | ------------------------ | ----------------------- |
| Num                                          | Coureur                  | Pos                     |
| 151                                          | Jérôme Baugnies (BEL)    | 72e                     |
| 152                                          | Thomas Degand (BEL)      | 16e                     |
| 153                                          | Dimitri Claeys (BEL)     | AB-4                    |
| 154                                          | Tom Devriendt (BEL)      | 57e                     |
| 155                                          | Kévin Van Melsen (BEL)   | 76e                     |
| 156                                          | Frederik Backaert (BEL)  | NP-4                    |
| 157                                          | Frederik Veuchelen (BEL) | AB-4                    |
| Directeur sportif : Hilaire Van der Schueren |                          |                         |

| Gazprom-RusVelo GAZ                | Gazprom-RusVelo GAZ        | Gazprom-RusVelo GAZ |
| ---------------------------------- | -------------------------- | ------------------- |
| Num                                | Coureur                    | Pos                 |
| 161                                | Sergey Firsanov (RUS)      | 53e                 |
| 162                                | Alexander Foliforov (RUS)  | AB-4                |
| 163                                | Evgeny Shalunov (RUS)      | AB-4                |
| 164                                | Alexey Rybalkin (RUS)      | AB-4                |
| 165                                | Igor Boev (RUS)            | AB-4                |
| 166                                | Artem Ovechkin (RUS) (Clm) | AB-4                |
| 167                                | Andrey Solomennikov (RUS)  | AB-4                |
| Directeur sportif : Sergueï Klimov |                            |                     |

| Topsport Vlaanderen-Baloise TSV       | Topsport Vlaanderen-Baloise TSV | Topsport Vlaanderen-Baloise TSV |
| ------------------------------------- | ------------------------------- | ------------------------------- |
| Num                                   | Coureur                         | Pos                             |
| 171                                   | Ruben Pols (BEL)                | AB-4                            |
| 172                                   | Bert Van Lerberghe (BEL)        | AB-4                            |
| 173                                   | Maxime Farazijn (BEL)           | AB-4                            |
| 174                                   | Eliot Lietaer (BEL)             | 30e                             |
| 175                                   | Gijs Van Hoecke (BEL)           | AB-4                            |
| 176                                   | Sander Helven (BEL)             | AB-4                            |
| 177                                   | Dries Van Gestel (BEL)          | AB-4                            |
| Directeur sportif : Walter Planckaert |                                 |                                 |

| Funvic Soul Cycles-Carrefour FSC     | Funvic Soul Cycles-Carrefour FSC | Funvic Soul Cycles-Carrefour FSC |
| ------------------------------------ | -------------------------------- | -------------------------------- |
| Num                                  | Coureur                          | Pos                              |
| 181                                  | Antonio Piedra (ESP)             | 59e                              |
| 182                                  |                                  |                                  |
| 183                                  | Kléber Ramos (BRA)               | AB-4                             |
| 184                                  | Magno Nazaret (BRA) (Clm)        | AB-4                             |
| 185                                  | João Gaspar (BRA)                | AB-4                             |
| 186                                  | Flávio Cardoso (BRA)             | AB-3                             |
| 187                                  | Murilo Affonso (BRA)             | AB-4                             |
| Directeur sportif : Benedito Azevedo |                                  |                                  |

| Southeast-Venezuela STH           | Southeast-Venezuela STH  | Southeast-Venezuela STH |
| --------------------------------- | ------------------------ | ----------------------- |
| Num                               | Coureur                  | Pos                     |
| 191                               | Filippo Pozzato (ITA)    | AB-4                    |
| 192                               | Manuel Belletti (ITA)    | AB-4                    |
| 193                               | Matteo Busato (ITA)      | 32e                     |
| 194                               | Mirko Tedeschi (ITA)     | AB-4                    |
| 195                               | Cristian Rodríguez (ESP) | AB-4                    |
| 196                               | Enrique Sanz (ESP)       | AB-4                    |
| 197                               | Eugert Zhupa (ALB) (Clm) | AB-4                    |
| Directeur sportif : Serge Parsani |                          |                         |

| Burgos BH BUR                       | Burgos BH BUR        | Burgos BH BUR |
| ----------------------------------- | -------------------- | ------------- |
| Num                                 | Coureur              | Pos           |
| 201                                 | Jorge Cubero (ESP)   | AB-4          |
| 202                                 | Jesús del Pino (ESP) | AB-4          |
| 203                                 | Daniel López (ESP)   | AB-4          |
| 204                                 | Víctor Martín (ESP)  | NP-4          |
| 205                                 | Pablo Torres (ESP)   | AB-4          |
| 206                                 | Ibai Salas (ESP)     | 58e           |
| 207                                 | Arnau Solé (ESP)     | AB-4          |
| Directeur sportif : Darío Hernández |                      |               |

| Matrix Powertag MTR                   | Matrix Powertag MTR        | Matrix Powertag MTR |
| ------------------------------------- | -------------------------- | ------------------- |
| Num                                   | Coureur                    | Pos                 |
| 211                                   | José Vicente Toribio (ESP) | 67e                 |
| 212                                   | Junya Sano (JPN)           | AB-4                |
| 213                                   | Yukihiro Doi (JPN)         | AB-4                |
| 214                                   | Airán Fernández (ESP)      | AB-4                |
| 215                                   | Hayato Yoshida (JPN)       | AB-1                |
| 216                                   | Daiki Yasuhara (JPN)       | AB-3                |
| 217                                   | Kenji Takubo (JPN)         | AB-3                |
| Directeur sportif : Masahiro Yasuhara |                            |                     |

| Euskadi Basque Country-Murias EUS | Euskadi Basque Country-Murias EUS | Euskadi Basque Country-Murias EUS |
| --------------------------------- | --------------------------------- | --------------------------------- |
| Num                               | Coureur                           | Pos                               |
| 221                               | Garikoitz Bravo (ESP)             | 56e                               |
| 222                               | Beñat Txoperena (ESP)             | AB-4                              |
| 223                               | Jon Ander Insausti (ESP)          | AB-4                              |
| 224                               | Aritz Bagües (ESP)                | 75e                               |
| 225                               | Mikel Iturria (ESP)               | 68e                               |
| 226                               | Imanol Estévez (ESP)              | AB-4                              |
| 227                               | Aitor González Prieto (ESP)       | AB-4                              |
| Directeur sportif : Jon Odriozola |                                   |                                   |

| Stradalli-Bike Aid BAI             | Stradalli-Bike Aid BAI | Stradalli-Bike Aid BAI |
| ---------------------------------- | ---------------------- | ---------------------- |
| Num                                | Coureur                | Pos                    |
| 231                                | Timo Schafer (GER)     | AB-1                   |
| 232                                | Amanuel Mengis (ERI)   | HD-4                   |
| 233                                | Meron Teshome (ERI)    | AB-1                   |
| 234                                | Damien Garcia (FRA)    | 81e                    |
| 235                                |                        |                        |
| 236                                |                        |                        |
| 237                                | Daniel Bichlmann (GER) | AB-4                   |
| Directeur sportif : Florent Hureau |                        |                        |